# Karl-Erik Ullström
Karl-Erik Ullström, född 22 september 1923 i Hässjö församling, Västernorrlands län, död 1 maj 1971 på Ekebyhov i Ekerö församling, Stockholms län, var en svensk trädgårdsman. 
Ullström, som var son till hemmansägare Karl Gottfrid Ullström och Emmy Viklund, avlade trädgårdsmästarexamen vid Norrlands trädgårdsskola i Söråker 1947 och hortonomexamen i Alnarp 1952. Han blev vikarierande ämneslärare vid Norrlands trädgårdsskola 1949, sekreterare i Sveriges pomologiska förening, 1952 samt var direktör för Riksförbundet Svensk Trädgård och Allmänna Trädgårdbyrån AB från 1963. Han var ledamot av statens plantskolenämnd från 1964 och Varudeklarationsnämndens arbetsgrupp rörande trädgårdsredskap från 1965.